# Franz Wolf (Manager)
Franz Thomas Alexander Wolf (* Mai 1953 in Berlin) ist ein deutscher Manager.

## Leben
Er wurde bekannt durch die Offshore-Leaks-Affäre. Wolf ist Direktor der CTF Holding und zahlreicher weiterer Holdings, die im Rahmen der Offshore-Leaks bekannt wurden. Er ist Sohn von Markus Wolf, dem Leiter des Hauptverwaltung A im Ministerium für Staatssicherheit der DDR, und Enkel des Schriftstellers Friedrich Wolf.
Durch Dokumente der Offshore-Leaks Affäre wurde öffentlich, dass Franz Wolf in Gibraltar für die von Michail Maratowitsch Fridman gegründete Alfa Group ein komplexes Geflecht von Firmen verwaltet. Demzufolge sind zahlreiche Offshore-Firmen von der Karibik bis nach Russland eingebunden. Wolf ist Bevollmächtigter der Crown Finance Foundation in Liechtenstein, die über die CTF Holding in Gibraltar (Direktor Franz Wolf) an zahlreichen weiteren Firmen beteiligt ist, die wiederum unter seiner Leitung stehen. Die CTF Holding soll international 60 Milliarden Dollar angelegt haben. Teile des Firmengeflechtes zogen im November 2002 ungewollt die öffentliche Aufmerksamkeit auf sich, als vor der Nordwestküste Spaniens der Öltanker Prestige sank und eine der bisher größten Ölpesten der Seefahrt an europäischen Küsten verursachte. Der Tanker war von der zur Alfa Group und CTF Holding gehörenden Crown Resources gechartert worden.